# Alexander Nevskijs kapell, Fedorovka
Alexander Nevskijs kapell (ryska: Часовня Александра Невского; translitteration: Tjasovnja Aleksandra Nevskogo) är ett ryskt-ortodoxt kapell beläget i mikrodistriktet Fedorovka, i staden Toljatti i Samara oblast, i västra Ryssland.
Kapellet är helgat åt det ryska helgonet Alexander Nevskij och tillhör Samara stift i den Rysk-ortodoxa kyrkan.

## Historik
Alexander Nevskijs kapell i Fedorovka byggdes år 2005.

## Kapellet
Kapellet är gjort av trä.

## Bilder

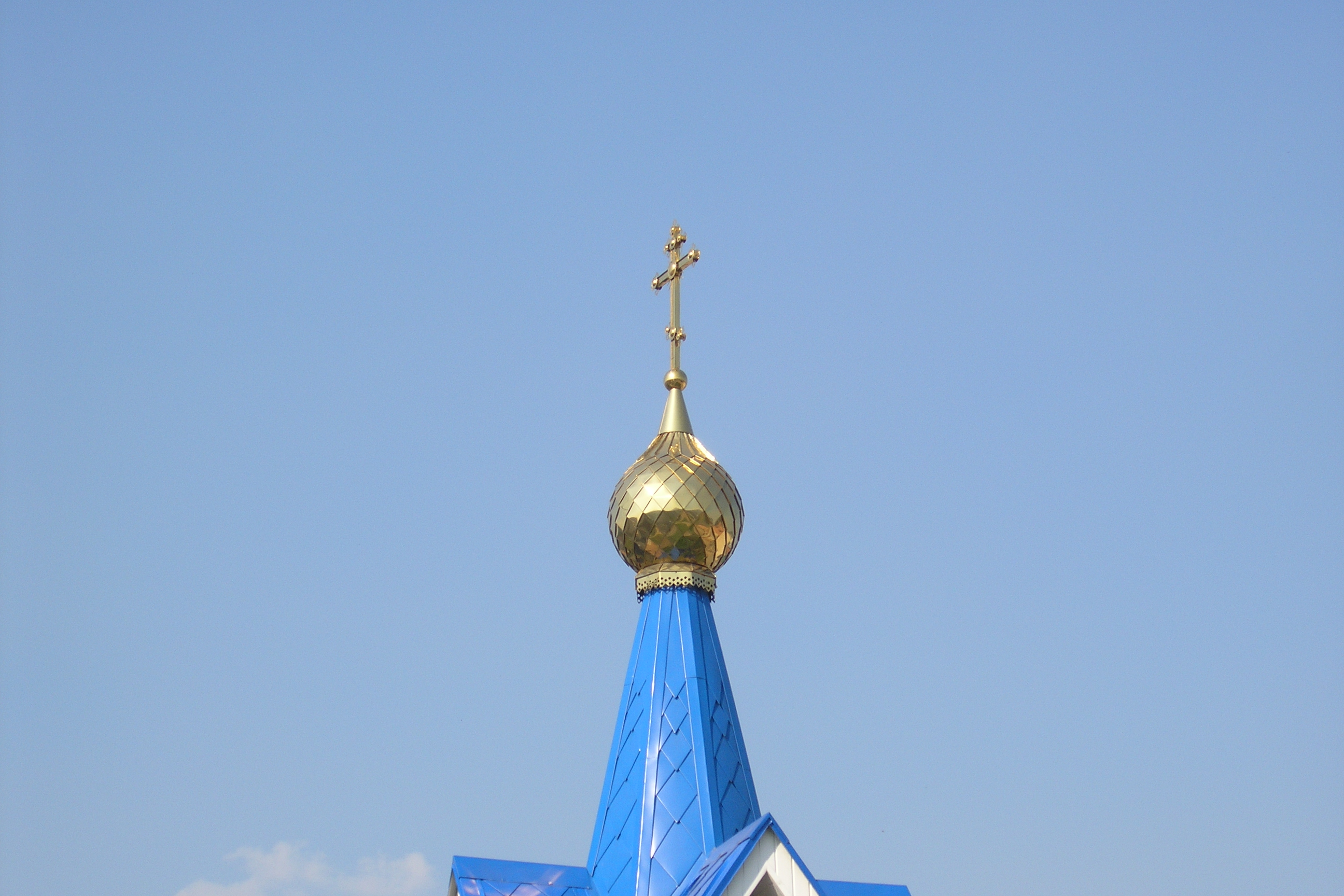
Närmare bild på kupolen.